# Deltocephalinae
Deltocephalinae zijn een onderfamilie van insecten uit de familie van de dwergcicaden (Cicadellidae).

## Taxonomie
De volgende taxa zijn bij de familie ingedeeld:
- Tribe Hecalini Distant, 1908
  - Subtribe Glossocratina

  - Subtribe Hecalina
    - Geslacht Alospangbergia Evans, 1973
    - Geslacht Annidion Kirkaldy, 1905
    - Geslacht Attenuipyga Oman, 1949
    - Geslacht Bordesiade Bergevin, 1929
    - Geslacht Cephalius Fieber, 1875
    - Geslacht Clavena Melichar, 1902
    - Geslacht Dicyphonia Ball, 1900
    - Geslacht Epicephalius Matsumura, 1908
    - Geslacht Hecalocratus Evans, 1966
    - Geslacht Hecalus Stål, 1864
    - Geslacht Hecalusina He, Zhang & Webb, 2008
    - Geslacht Jiutepeca Linnavuori & DeLong, 1978
    - Geslacht Linnavuoriella Evans, 1966
    - Geslacht Lualabanus Linnavuori, 1975
    - Geslacht Memnonia Ball, 1900
    - Geslacht Neohecalus Linnavuori, 1975
    - Geslacht Neoslossonia Van Duzee, 1909
    - Geslacht Parabolocratalis Evans, 1955
    - Geslacht Psegmatus Fieber, 1875
    - Geslacht Reuteriella Signoret, 1879
    - Geslacht Spangbergiella Signoret, 1879
    - Geslacht Thomsonia Signoret, 1879
- Tribe Drabescini Ishihara, 1953
  - Subtribe Paraboloponina Ishihara
    - Geslacht Athysanopsis Matsumura, 1914
    - Geslacht Bhatia Distant, 1908
    - Geslacht Bhatiahamus Lu & Zhang, 2014[2]
    - Geslacht Canopyana Viraktamath & Srinivasa, 2006
    - Geslacht Carvaka Distant, 1918
    - Geslacht Divus Distant, 1908
    - Geslacht Drabescoides Kwon & Lee, 1979
    - Geslacht Dryadomorpha Kirkaldy, 1906
    - Geslacht Eminea Seven, 1997
    - Geslacht Favintiga Webb, 1981
    - Geslacht Halimunella Kamitani, 2012
    - Geslacht Hybrasil Kirkaldy, 1907
    - Geslacht Indokutara Viraktamath, 1998
    - Geslacht Isaca Walker, 1857
    - Geslacht Jamitettix Matsumura, 1940
    - Geslacht Karoseefa Webb, 1981
    - Geslacht Kotabala Viraktamath, 1998
    - Geslacht Kutara Distant, 1908
    - Geslacht Megabyzus Distant, 1908
    - Geslacht Mysolis Kirkaldy, 1904
    - Geslacht Nakula Distant, 1918
    - Geslacht Nirvanguina Zhang & Webb, 1996
    - Geslacht Oceanopona Linnavuori, 1960
    - Geslacht Odmiella Linnavuori, 1978
    - Geslacht Odzalana Linnavuori, 1969
    - Geslacht Omanella Merino, 1936
    - Geslacht Parabolopona Matsumura, 1912
    - Geslacht Parohinka Webb, 1981
    - Geslacht Rhutelorbus Webb, 1981
    - Geslacht Roxasella Merino, 1936
    - Geslacht Roxasellana Zhang & Zhang, 1998
    - Geslacht Sombakidia Zhang & Webb, 1996
    - Geslacht Stenomiella Evans, 1955
    - Geslacht Tengatka Zhang & Webb, 1996
    - Geslacht Tenompoella Zhang & Webb, 1996
    - Geslacht Waigara Zhang & Webb, 1996
    - Geslacht Welmaya Zhang & Webb, 1996

  - Tribe Limotettigini Baker, 1915
    - Geslacht Limotettix Sahlberg, 1871

  - Tribe Scaphoideini Oman, 1943
    - Geslacht Advikus Viraktamath, C. A. & Yeshwanth, 2020[3]